# Rivière enchantée d'Hinatuan
La rivière enchantée d'Hinatuan (en anglais : Hinatuan Enchanted River) est un cours d'eau de l'île de Mindanao aux Philippines. Il se jette dans la mer des Philippines à Hinatuan dans la province de Surigao du Sud.
Il a gagné le surnom de « rivière enchantée » par le diplomate Modesto Farolan qui a décrit la rivière dans son poème intitulé Rio Encantado.
La rivière est partiellement souterraine.